# Ninsao Gnofam
Ninsao Gnofam est un homme politique togolais. Il a officié comme ministre des Travaux publics et ministre des Transports,. 